# نيكولاي فورونكوف
نيكولاي فورونكوف (مواليد 1883) هو سبّاح روسي، مثّل بلاده في الألعاب الأولمبية الصيفية 1912.

## روابط خارجية
نيكولاي فورونكوف على موقع أوليمبيديا (الإنجليزية)